# Love (álbum de Girl's Day)
Love é o segundo álbum de estúdio do grupo feminino sul-coreano Girl's Day. Foi lançado em 7 de julho de 2015 pela Dream Tea Entertainment e distribuído pela LOEN Entertainment. Consiste em quatorze faixas, incluindo a faixa-título "Ring My Bell" usada para promover o álbum em vários programas de música, incluindo Music Bank e Inkigayo. O videoclipe da faixa-título também foi lançado em 7 de julho.
O álbum foi um sucesso comercial alcançando o terceiro lugar no Gaon Album Chart. Já vendeu mais de 30.212 cópias físicas a partir de dezembro de 2015.

## Lançamento e promoção
O álbum completo foi lançado em 7 de julho de 2015.
As promoções da faixa "Ring My Bell" começaram no dia 6 de julho de 2015 no The Show. A música também foi promovida nos shows Show Champion, Music Bank, M! Countdown, Music Core e Inkigayo.

## Performance comercial
Love entrou e alcançou o pico em número 3 no Gaon Album Chart no tema gráfico, datada em 5 a 11 de julho de 2015. Em sua segunda semana, o álbum caiu para a 11° posição e na sua terceira semana para a 37° posição. Passou um total de nove semanas consecutivas na parada de álbuns.
O álbum entrou em número 10 no Gaon Album Chart no mês de julho de 2015, com 28.499 cópias físicas vendidas. Ele também registrou o número 63 no mês de agosto para um total de 29.207 cópias vendidas. O álbum registrou o número 64 do Gaon Album Chart no final de 2015, com 30.212 cópias físicas vendidas.

## Lista de Faixas
| Lista de faixas oficial |                                                    |                              |                                   |                        |         |  |
| N.º                     | Título                                             | Letras                       | Música                            | Arranjo                | Duração |  |
| 1.                      | "With Me"                                          |                              |                                   |                        | 3:28    |  |
| 2.                      | "Ring My Bell" (em coreano: 링마벨)                | Long Candy, 우태운           | Homeboy, 라디오갤럭시, Long Candy | 라디오갤럭시, eastwest | 3:18    |  |
| 3.                      | "Macaron" (em coreano: 마카롱)                     |                              |                                   |                        | 3:11    |  |
| 4.                      | "Come Slowly"                                      |                              |                                   |                        | 4:09    |  |
| 5.                      | "Top Girl"                                         |                              |                                   |                        | 3:46    |  |
| 6.                      | "Darling"                                          |                              |                                   |                        | 3:13    |  |
| 7.                      | "Whistle" (em coreano: 휘파람)                     |                              |                                   |                        | 3:34    |  |
| 8.                      | "Look At Me"                                       | Duble Sidekick, Tenjo, Tasko | Duble Sidekick, Tenjo, Tasko      |                        | 3:40    |  |
| 9.                      | "Something"                                        |                              |                                   |                        | 3:20    |  |
| 10.                     | "Timing"                                           |                              |                                   |                        | 3:19    |  |
| 11.                     | "I Miss You" (em coreano: 보고싶어)                | Duble Sidekick               | Duble Sidekick                    |                        | 3:37    |  |
| 12.                     | "Show You"                                         | Duble Sidekick               | Duble Sidekick                    |                        | 4:01    |  |
| 13.                     | "Hello Bubble"                                     |                              |                                   |                        | 3:23    |  |
| 14.                     | "Ring My Bell" (Instrumental) (em coreano: 링마벨) |                              | Homeboy, 라디오갤럭시, Long Candy | 라디오갤럭시, eastwest | 3:19    |  |

## Desempenho nas paradas
| Paradas                  | Melhor poição |
| ------------------------ | ------------- |
| Gaon Weekly Album Chart  | 3             |
| Gaon Monthly Album Chart | 10            |

### Vendas e certificações
| Parada              | Quantia |
| ------------------- | ------- |
| Gaon physical sales | 40,510  |